# 世界末日前
《世界末日前》，日本女歌手中島美嘉的第35張單曲。2012年9月19日發行。距離前作「LOVE IS ECSTASY」約1年的新作，是間隔時間最長的一次。

## 概述
世界末日前
- 「Dear」、「LOVE IS ECSTASY」後連續第三張成為電影主題曲的歌曲，電影「生化危機之滅絕真相」日本版主題歌。
- 與以往的作品封面不同，本作以中島的笑顏作為封面，其本人表示是在錄製歌曲後，帶著「人們在最後的最後到底會以怎樣的表情迎接終結呢？」的想法，然後便想到「笑顏」這個意念[1]。
- 中島表示在錄製這首歌曲時，抱著「自己雖是個堅強的人，但同時也是個溫柔的人」的想法，並帶著這份溫柔錄製歌曲[2]。此外，她表示沒有被歌曲限制，也沒有刻意地想著任何事情，只是把自己想像成歌曲的主人公，然後就這樣自然地完成錄製[1]。
- 談到歌曲主人公的形象大概像誰時，中島表示是像聖女貞德一樣，因為自己一直很嚮往她，覺得她似乎並沒有做不到的事情，很想像她一樣[1]。
- 談到世界末日前想做甚麼事情時，中島表示自己希望與重要的人在一起，跟歌詞的感覺差不多。其後，本人亦提到希望歌迷們在世界末日前也能展現笑顏[2]。

SUPER WOMAN
- 由其本人親自填詞的歌曲，以戰鬥的女性為主題。歌詞有受電影「生化危機」影響，把在電影戰鬥時，換成男性的位置的事情都寫在歌詞裡[1]。
- 與「世界末日前」的唱法相反，使歌曲充滿庸懶的氣氛。同時也是其錄製次數較少便完成的歌曲[1]。
- 歌曲的形象為「傾斜地看世界，稍為輕浮的主人公」，中島自己也對把歌曲處理得這樣好感到開心[1]。

## 收錄曲

### CD
1. 世界末日前
  - 作詞．作曲：杉山勝彦／編曲：河野伸
  - 電影「生化危機之滅絕真相」日本版主題歌
2. SUPER WOMAN
  - 作詞：中島美嘉／作曲：Josefin Glenmark・Mats Tarnfors／編曲：Tomokazu Matsuzawa
3. Dear - DJ AMIGA REMIX -
  - 作詞・作曲：杉山勝彦／混音:DJ AMIGA
4. 世界末日前 (Instrumental)

### DVD
※ 初回生産盤限定
1. 世界末日前 (Music Video)

## 備註
1. 1 2 3 4 5 6  . emtg.music. 2012-09-19  [2012-09-19]. （原始内容存档于2017-08-24） （日语）.
2. 1 2  . billboard japan. 2012-09-12  [2012-09-12]. （原始内容存档于2022-01-18） （日语）.

## 外部連結
Sony Music的作品介紹
- 初回生産限定盤 （页面存档备份，存于）
- 通常盤 （页面存档备份，存于）